# Prijenosno računalo
Prijenosno računalo ili prijenosnik(eng. laptop, notebook) je osobno računalo relativno malih dimenzija koje čovjek može lako prenositi. Engleski naziv govori da se računalo može rabiti držeći ga u krilu, odnosno da se može prenositi poput bilježnice, te se u hrvatskoj literaturi pojavljuje i naziv krilnik. Prijenosno računalo u istom kućištu objedinjuje tipične komponente osobnog računala, uključujući zaslon, tipkovnicu, pokazivački uređaj i zvučnike, a za napajanje koristi punjivu bateriju koja omogućava da računalo radi više sati bez napajanja iz električne mreže.
Kućište klasičnog prijenosnog računala izvedeno je u obliku rasklopivog kovčežića čija je jedna polovina zaslon računala a druga polovina tipkovnica ispod koje je matična ploča i ostale komponente računala. Od pojave bežičnih računalnih mreža prijenosna računala redovito sadrže i sklopove za povezivanje na neku od takvih mreža.
Na prijenosnim računalima s tipkovnicom pokazivački uređaj najčešće je izveden kao dodirna podloga (eng. touch pad) ili pokazivački štapić (eng. pointing stick) 
koji su pridodani tipkovnici, što omogućuje da se pokazivač na zaslonu pomiče bez uporabe miša ili drugog dodatnog uređaja. Prije pojave dodirnih podloga neka prijenosna računala koristila su kuglu za praćenje (eng. trackball).
Hardverska snaga prijenosnih računala manja je nego kod stolnih računala iste generacije i cijene jer prijenosna računala imaju veća ograničenja na fizičke dimenzije te koriste neke skuplje komponente.
Podvrste prijenosnih računala su:
- Netbook — prijenosno računalo manjih dimenzija (uobičajeno s dijagonalom zaslona do 12 inča i masom do 1 kg) i nižom cijenom, no i manjom hardverskom snagom, u odnosu na normalno prijenosno računalo. Netbook redovito ne sadrži uređaje za izmjenjive medije (diskete, CD-ove, DVD-ove).
- Pločasto računalo (eng. tablet computer) — prijenosno računalo sa zaslonom osjetljivim na dodir koji se koristi za upravljanje računalom umjesto tipkovnice i pokazivačkog uređaja. Tipkovnice obično nema, a ako postoji, korisnik ju može preklopiti ispod zaslona kada ju ne koristi.
- Dlanovnik (eng. handheld computer) — prijenosno računalo džepnih dimenzija koje se prilikom uporabe drži na dlanu i obično sadrži zaslon osjetljiv na dodir. Može uključivati i funkciju mobilnog telefona te se u tom slučaju često naziva pametnim telefonom (eng. smartphone).

## Glavni proizvođači prijenosnih računala
- Acer
- Apple
- Asus
- Dell
- Fujitsu
- Hewlett-Packard
- Lenovo
- LG
- Medion
- MSI
- Panasonic
- Samsung
- Sony
- Toshiba